# Gyretes plagiatus
Gyretes plagiatus là một loài bọ cánh cứng trong họ van Gyrinidae. Loài này được Ochs miêu tả khoa học năm 1934.